# 董晋
董 晋（とう しん、724年 - 799年）は、唐代の官僚・政治家・軍人。宣武軍節度使。字は混成。本貫は河中府虞郷県。

## 経歴
明経に及第した。至徳元載（756年）、粛宗が霊武から彭原に移ると、董晋は上書し謁見を受けて、秘書省校書郎・翰林待制に任じられた。衛尉丞に転じ、汾州司馬として出向した。上元2年（761年）、汾州刺史の崔円が淮南節度使に転出すると、董晋は本官のまま殿中侍御史を兼ね、淮南節度判官をつとめた。ほどなく侍御史・主客員外郎・祠部郎中に転じた。大暦4年（769年）、兵部侍郎の李涵が崇徽公主を回紇に送ると、董晋はその下で判官をつとめた。使節が帰国すると、董晋は司勲郎中に任じられた。秘書少監・太府寺少卿・太常寺少卿を歴任し、左金吾将軍となった。
大暦14年（779年）、徳宗が即位すると、董晋は太常寺卿に転じ、右散騎常侍の位を受け、御史中丞を兼ね、知台事をつとめた。ほどなく華州刺史・兼御史中丞・潼関防禦使となった。長らくを経て、兼御史大夫を加えられた。建中4年（783年）、朱泚が長安で反乱を起こすと、朱泚の部下の仇敬・何望之らが華州に迫ったので、董晋は徳宗のいる奉天に逃れ、国子祭酒に任じられた。ほどなく恒州宣慰使となった。興元元年（784年）、徳宗に従って長安に帰り、左金吾衛大将軍となり、尚書左丞に転じた。貞元2年（786年）、尚書右丞の元琇が韓滉に陥れられて左遷されると、董晋はこれを憎んで、宰相に面会して元琇に罪はないと直言した。再び太常卿に任じられた。
貞元5年（789年）、董晋は門下侍郎・同中書門下平章事に昇った。当時、国政は竇参によって決裁され、董晋はただ詔書を奉じて、追認するのみであった。竇参の驕りははなはだしく、徳宗もこれを憎むようになった。貞元8年（792年）、徳宗が竇参の過失を問うと、董晋は詳しくこれを奏上した。竇参が左遷されると、董晋は重ねて上表して辞位を願い出た。貞元9年（793年）夏、礼部尚書・兵部尚書・東都留守・東都畿汝州都防禦使として出向した。
貞元12年（796年）夏、汴州節度使の李万栄の病が重くなり、その子の李迺が任を代行したが、軍人たちが李迺を追放して反乱を起こした。董晋は検校尚書左僕射・同中書門下平章事となり、汴州刺史・宣武軍節度営田・汴宋観察使を兼ねた。董晋は鄭州まで下向したが、宣武軍から出迎えの者はなかった。董晋の側近や鄭州の官吏たちは情勢を観望するよう勧めたが、董晋は詔を奉じて平然と進んだ。汴州の軍政は鄧惟恭が掌握していたが、董晋の速い動きに意図を計りかね、出迎えることになった。董晋は着任後、鄧惟恭を捕らえ、嶺南に配流した。陸長源を行軍司馬として軍事を委ね、判官の孟叔度に財政を委ねた。貞元15年（799年）2月、董晋は死去した。享年は76。太傅の位を追贈された。諡は恭恵といった。董晋の死後まもなく、陸長源と孟叔度は兵乱のために殺害された。

## 伝記資料
- 『旧唐書』巻145 列伝第95
- 『新唐書』巻151 列伝第76